# Antonio Badú
Antonio Namnum Nahes (Real del Monte, Hidalgo, 13 de agosto de 1914-Ciudad de México, 29 de junio de 1993), conocido como Antonio Badú, fue un actor y cantante mexicano.

## Biografía y carrera
Antonio Namnum Nahes nació el 13 de agosto de 1914 en Real del Monte, Hidalgo, siendo hijo de los libaneses Santiago Namnum y Virginia Nahes. Al crecer, trabajo como panadero y como dependiente de una tienda, hasta que decidió emigrar a Ciudad de México, instalándose en una vecindad del barrio de la Merced. En dicho lugar, conoció a Mauricio Garcés y Jacobo Zabludovsky. Cuando tuvo la oportunidad de coincidir con Ramón Armengod, este lo presentó con el compositor Gabriel Ruiz Galindo, que a su vez lo llevó con su director artístico. Este último le dio la oportunidad de presentarse en el programa La Hora Azul, de la estación de radio XEW.
Luego de ser recomendado por el actor Víctor Manuel Mendoza, en 1938 debutó como actor en la película Padre mercader. En 1943, protagonizó la cinta La feria de las flores. Posteriormente, trabajo en producciones como La mujer sin alma (1944), Me he de comer esa tuna (1945), por la que fue nominado a un Premio Ariel en la categoría a mejor coactuación masculina, y Cantaclaro (1946), por la fue nominado a otro Ariel en la categoría a mejor actor.
En la década de los sesenta, realizó sus últimos trabajos filmográficos, trabajando en producciones como Bromas, S.A. (1967), El día de la boda (1968), Las fieras (1969), y El matrimonio es como el demonio (1969).

## Vida personal
Mantuvo un matrimonio de fechas desconocidas con la actriz Esther Fernández.

### Muerte
El 1 de enero de 1993, Badú publicó su autobiografía titulada Sortilegio de vivir: La vida de Antonio Badú en conversaciones con Jorge Mejía Prieto. Cinco meses después, el 29 de junio, falleció en Ciudad de México a los 79 años de edad, a causa de una insuficiencia respiratoria crónica agudizada, una tromboembolia pulmonar, y un adenocarcinoma pulmonar. Su cuerpo fue enterrado en el Panteón Francés de San Joaquín, ubicado en la misma ciudad.

## Filmografía
- El matrimonio es como el demonio (1969)
- El gavilán pollero (1951)
- Me he de comer esa tuna (1945)

## Nominaciones

### Premios Ariel
| Año  | Premio | Categoría                   | Trabajo nominado        | Resultado | Ref.  |
| ---- | ------ | --------------------------- | ----------------------- | --------- | ----- |
| 1947 | Ariel  | Mejor coactuación masculina | Me he de comer esa tuna | Nominado  | [ 2 ] |
| 1947 | Ariel  | Mejor actor                 | Cantaclaro              | Nominado  | [ 2 ] |